# Cryptops furciferens
Cryptops furciferens är en mångfotingart som beskrevs av Chamberlin 1921. Cryptops furciferens ingår i släktet Cryptops och familjen Cryptopidae.
Artens utbredningsområde är Guyana. Inga underarter finns listade i Catalogue of Life.